# François Rebel
François Rebel (Parijs, 19 juni 1701 – aldaar, 7 november 1775) was een Frans componist en violist.

## Levensloop
Rebel kreeg zijn eerste muziekles van zijn vader, de violist Jean-Féry Rebel. Vanaf 1714 werd hij lid van het operaorkest en was samen met zijn vader lid van de "Vingt-quatre Violons du Roy". In 1723 reisde hij samen met zijn vriend François Francœur (1698-1787) naar Wenen en Praag om vooral de kroningsfeestelijkheden van Keizer Karel VI tot Koning van Bohemen bij te wonen. In 1742 werd hij leider van de Concert spirituel in Parijs. In 1749 werd hij tot intendant der muziek benoemd en leidde van 1757 tot 1767 de „Académie Royale de Musique“, de opera van Parijs, samen met zijn vriend François Francœur, in Parijs meestal als le cadet betekend. van 1772 tot 1773 was hij alleen leider van deze instelling.
Als componist schreef hij kerkmuziek en in samenwerking met Francœur meerdere opera's.

## Composities

### Werken voor orkest
- Suite uit de toneelmuziek tot "Le Trophée", voor sopraan, tenor en orkest
  1. Ouverture
  2. Sarabande
  3. Gavotte I - II
  4. Ariette: Ornez de fleurs vos tetes (La Muse)
  5. Gavotte pour les Muses et les Plaisirs: Que de plaisirs enchanteurs (Le Genie)
  6. Viste - Prelude
  7. Air I - II
  8. Fanfare

### Kerkmuziek
- Te Deum
- De profundis

### Muziektheater

#### Opera's
| Voltooid in | titel                                                                                     | aktes                  | première                       | libretto                                                                    |
| ----------- | ----------------------------------------------------------------------------------------- | ---------------------- | ------------------------------ | --------------------------------------------------------------------------- |
| 1726        | Piramé et Thisbé                                                                          | 5 bedrijven            | 17 oktober 1726, Parijs, opera | Jean-Louis-Ignace de La Serre                                               |
| 1728        | Tarsis et Zélie                                                                           | 5 bedrijven            | 19 oktober 1728, Parijs, opera | Jean-Louis-Ignace de La Serre                                               |
| 1730        | Pastorale héroïque pour la fête des Ambassadeurs d'Espagne                                |                        | 1730, Parijs                   | Jean-Louis-Ignace de La Serre                                               |
| 1735        | Scanderberg                                                                               | 5 bedrijven            | 27 oktober 1735, Parijs, opera | Antoine Houdar de La Motte, François Francoeur, Abbé Simon-Joseph Pellegrin |
| 1738        | Le Ballet de la paix (Opera-ballet)                                                       | Proloog en 3 bedrijven | 29 mei 1738, Parijs, opera     | Pierre Charles Roy                                                          |
| 1738        | La Fuite de l'amour und Nirée Entrées ajoutées voor het opera-ballet Le Ballet de la paix | 1 akte                 | 27 juni 1738, Parijs           | Pierre Charles Roy                                                          |
| 1745-1746   | La Félicité                                                                               | 3 bedrijven            | 17 maart 1746, Versailles      | Pierre Charles Roy                                                          |

#### Balletten
| Voltooid in | titel                                                                   | aktes       | première                                                      | libretto                              | choreografie |
| ----------- | ----------------------------------------------------------------------- | ----------- | ------------------------------------------------------------- | ------------------------------------- | ------------ |
| 1738        | Iphis et Iante uit de 2e akte van het opera-ballet Le Ballet de la paix | 1 akte      | 26 oktober 1769, Fontainebleau                                | Pierre Charles Roy                    |              |
| 1747        | Ismène                                                                  | 1 akte      | 20 december 1747, Versailles, Théâtre des Petits appartements | François Auguste Paradis de Moncrif   |              |
| 1748-1749   | Le Prince de Noisi                                                      | 3 bedrijven | 13 maart 1749, Versailles, Théâtre des Petits Appartements    | Charles-Antoine Le Clerc de La Bruère |              |
| 1751        | Les Génies tutélaires                                                   | 1 akte      | 21 september 1751, Parijs                                     | François Auguste Paradis de Moncrif   |              |

#### Toneelmuziek
- 1744 Les Augustales, muziek voor het divertissement in 1 akte van Pierre Charles Roy - première: 15 november 1744, Parijs, opera
- 1745 Zélindor, roi des Sylphes, toneelmuziek (Proloog en 1 akte) voor het divertissement van François Auguste Paradis de Moncrif - première: 17 maart 1745, Versailles
- 1745 Le Trophée muziek voor het divertissement van François Auguste Paradis de Moncrif - première: 10 augustus 1745, Parijs